# Campo de concentración de Gross-Rosen

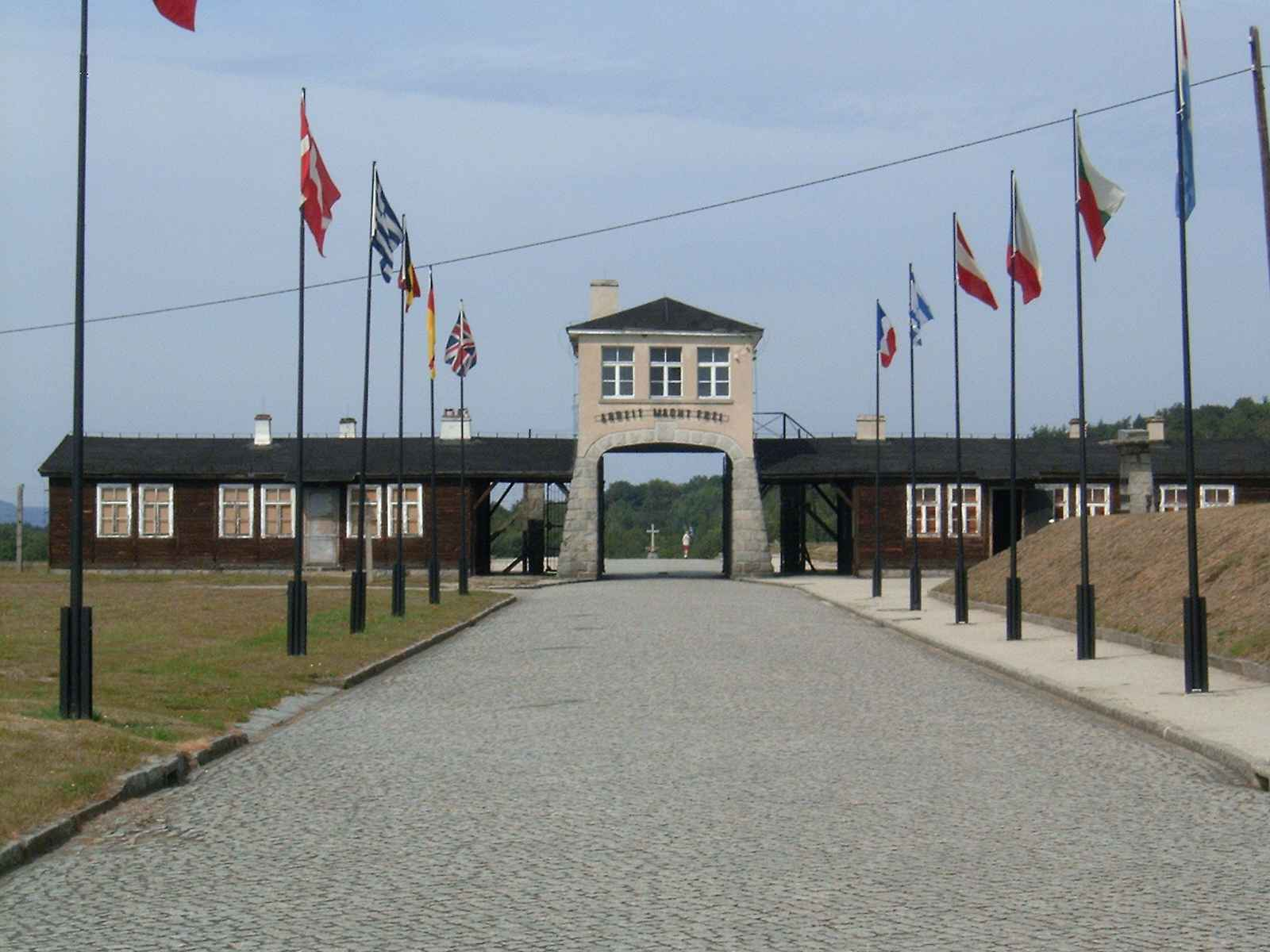
Memorial de Gross-Rosen (2005); sobre la entrada, la frase Arbeit macht frei.

KL Gross-Rosen (Groß-Rosen) era un campo de concentración alemán, situado Gross-Rosen, Baja Silesia (ahora Rogoźnica, Polonia). Estaba situado junto a la vía entre Jauer (ahora Jawor) y Striegau (ahora Strzegom).

## Historia
Se estableció en el verano de 1940 como un satélite del campo de Sachsenhausen, convirtiéndose en un campo independiente el 1 de mayo de 1941. Al principio el trabajo se hacía en la gran cantera del campo, propiedad de la empresa de las SS Deutsche Erd- und Steinwerke GmbH. Cuando el complejo creció, muchos presos trabajaron en la construcción de las instalaciones del campo.
Gross-Rosen era conocido por el tratamiento brutal de los presos NN (Nacht und Nebel), especialmente en la cantera. El trato brutal de los presos políticos y de los judíos no se debía sólo a los SS y a los presos delincuentes, sino en una medida menor también a alemanes civiles que trabajaban en la cantera. En 1942 para los prisioneros políticos el tiempo medio de supervivencia era menos de dos meses. Debido a un cambio en las políticas en agosto de 1942 los prisioneros pudieron más tiempo porque se les necesitaba como trabajadores esclavos en la industria alemana. Por eso, los prisioneros que no podían trabajar y que no morían en cuestión de días eran enviados a Dachau en lo que se llamaban transportes de inválidos. Uno de ellos, Willem Lodewijk Harthoorn, preso desde finales de abril a mediados de agosto de 1942 escribió un relato con sus experiencias, Verboden te sterven (en holandés Prohibido morir). La mayor parte de la población de presos fueron, sin embargo, judíos, inicialmente de los campos de Dachau y Sachsenhausen y más tarde de Buchenwald. Durante la existencia del campo la población de judíos vino principalmente de Polonia y Hungría; otros eran de Bélgica, Francia, Grecia, Yugoslavia, Eslovaquia e Italia.
En el momento de mayor actividad en 1944, el complejo de Gross-Rosen llegó a tener hasta sesenta subcampos, situados en el este de Alemania y en la Polonia ocupada. En su fase final la población de los campos de Gross-Rosen representó el 11% en el conjunto de los campos nazis en aquel tiempo. Un total de 125,000 de varias nacionalidades pasó por el complejo a lo largo de su existencia y de ellos cerca de 40.000 murieron allí o en transportes de evacuación. El campo fue liberado el 14 de febrero de 1945 por el Ejército Rojo.
Un total de más de 500 guardianes femeninos del campo fueron entrenadas en el complejo de Gross Rosen. Las mujeres SS tuvieron a su cargo los campos de mujeres de Brünnlitz, Graeben, Gruenberg, Gruschwitz Neusalz, Hundsfeld, Kratzau II, Oberalstadt, Reichenbach, y Schlesiersee Schanzenbau.
Un subcampo de Gross-Rosen situado en Checoslovaquia, en la ciudad de Brünnlitz, fue el lugar donde los judíos salvados por Oskar Schindler estuvieron internados.